# Cephalotes bloosi
Cephalotes bloosi é uma espécie de inseto do gênero Cephalotes, pertencente à família Formicidae.